# Sabine Kückelmann
Sabine Kückelmann (* 10. Dezember 1957; † 30. Mai 2018 in München) war eine deutsche Fotografin, Filmemacherin, Schauspielerin und Tierrechtlerin.

## Werdegang
In den 1980er Jahren studierte Kückelmann an der Hochschule für Fernsehen und Film München. Sie spielte in mehreren Filmen, so 1982 in Der Fan und Parsifal oder 1988 in Die Venusfalle. Danach ließ sie sich bei Photo Reger zur Fotografin ausbilden. Sie porträtierte diverse Schauspieler.
1996 veröffentlichte sie den Bildband Look into the Heart. Leben in zwei Welten.
Seit Ende der 1990er Jahre engagierte sie sich bei People for the Ethical Treatment of Animals (PETA) in der Tierrechtsbewegung und lebte vegan. Im November 2016 veröffentlichte sie den Dokumentarfilm Im Namen der Tiere, an dem sie fast vier Jahre gearbeitet hatte.
2018 starb sie mit 60 Jahren an Krebs.

## Filmografie

### Als Schauspielerin
- 1982: Der Fan[3]
- 1982: Parsifal
- 1983: Hure
- 1987: Animus[2]
- 1988: Die Venusfalle

### Als Filmemacherin
- 2016: Im Namen der Tiere

## Veröffentlichung
- Look into the Heart. Leben in zwei Welten. Swan Verlag, Kehl November 1996, ISBN 978-3-89507-236-9.